# Reus
Reus é um município da Espanha na província de Tarragona, comunidade autónoma da Catalunha. Tem 53 km² de área e em 2021 tinha 106 084 habitantes (densidade: 2 001,6 hab./km²). É a capital da comarca de Baix Camp.
Segundo alguns biógrafos, Reus é a cidade natal do arquiteto modernista Antoni Gaudí.[carece de fontes?]

## Equipamentos
- Cemitério Municipal de Reus - De estilo neoclássico, foi financiado na sua maior parte por Josep Sardà i Cailà e foi inaugurado em 1870. Repousam aqui personagens ilustres como o General Prim[2].